# Frans Johan Haglund
Frans Johan Haglund, även känd som François-Jean Haglund, född 3 december 1822 i Göteborg, död 30 juni 1910 i Hamburg, var en svensk skådespelare, operasångare och målare.
Haglund var son till handlanden Lars Peter Haglund och Hedvig Elisabet Hyberg. Åren 1846–1849 och 1855–1856 var han anställd som aktör vid de Kungliga teatrarna i Stockholm men arbetade då även i flera italienska operasällskap under namnet Aglundi.
På 1860- och 1870-talet vistades han i Paris där han förutom teater sysslade med målning. Georg Pauli skrev i Konstnärslif att Haglund under sin Paristid endast målade två motiv, ett vattenglas med blomma och ett kyrktorn med en väktare som tutar ut timmarna och att han försvann från konstnärsbanan utan ha skurit några lagrar. Emmanuel Bénézit kallade honom peintre de fruits och uppger i sitt stora uppslagsverk att han 1874 haft en tavla utställd på Parissalongen. I Paris umgicks han flitigt i målaren Carl Fredrik Kiörboes hem och efter sin Paristid flyttade han till Hamburg.
Haglund var gift med en tyska.